# Charles Thomson (Künstler)

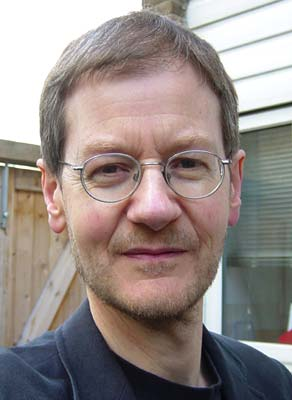
Charles Thomson

Charles Thomson (* 6. Februar 1953 in Romford, Essex) ist ein britischer Künstler, der in London lebt.

## Leben
Charles Thomson studierte von 1975 bis 1979 am Maidstone College of Art, machte jedoch keinen Abschluss. In den 1980er Jahren übernahm Charles Thomson den Verlag Victoria Press London, in dem das Buch „Stuckism international. The Stuckism decade 1999–2009“ erschien. Er war in den 1980er Jahren auch Mitglied der Performancegruppe "The Medway Poets".
Ende der 1990er Jahre gründete er gemeinsam mit dem Musiker Wild Billy Childish die Künstlergruppe The Stuckists, die sich in öffentlichen Aktionen gegen den zeitgenössischen Kunst-Mainstream wendete. Im Jahr 2000 organisierte Thomson gemeinsam mit dem Childish eine Ausstellung als Protest zum renommierten Turner-Preis.
2002 bis 2005 führte Thomson eine Galerie, die "Stuckism international Gallery", in der er Arbeiten der Stuckisten ausstellte.
Charles Thomson war kurzfristig mit der Künstlerin Stella Vine verheiratet.